# Salvador Córdova
Salvador Córdova Muñoz (Concepción, 1 de julio de 1801-Cartago (Valle del Cauca), 8 de julio de 1841) fue un militar colombiano del período de las independencias hispanoamericanas. Participó en las campañas de Nueva Granada y el Perú, y en la guerra de los Supremos en la Colombia republicana.

## Biografía
Nació el 17 de mayo de 1801 en Concepción. Se casó con Ana María Jaramillo Muñoz, con quien tuvo tres hijos (Alejandro, Gonzalo y Manuel) y una hija (Lucrecia). Participó en la independencia de Colombia, luchando en Antioquia, Magdalena y Pasto entre 1819 y 1823 y en Perú en 1824, desempeñó la jefatura de Popayán, Antioquia, Pasto y Cartagena de Indias, comandó al Ejército del Sur y tuvo una magistratura en la Suprema Corte Marcial. Combatió contra los gobiernos de Simón Bolívar y Rafael Urdaneta en 1828-1830 y apoyó el restablecimiento del Gobierno Constitucional en 1831. Diputado por Antioquia entre 1831 y 1834. Se rebeló durante la guerra de los Supremos, venciendo en la batalla de Itagüí en 1841. Meses después fue fusilado por el general Tomás Cipriano de Mosquera en Cartago. Era hermano del prócer José María Córdova.